# Кацели, Лука
Лука Кацели (греч. Λούκα Κατσέλη; род. 20 апреля 1952, Афины) — греческий политик, министр труда Греции (7 сентября 2010 — 17 июня 2011). Кацели является кандидатом на пост президента Греции на президентских выборах 2025 года при поддержке партии СИРИЗА.

## Биография
Родилась 20 апреля 1952 года в Афинах. Отец — известный театральный деятель Греции, актёр и режиссёр Пелос Кацелис (1907—1981), мать — актриса театра и кино, хореограф Алека Кацели.
В 1972 году с она отличием окончила экономический Smith College. Потом получили два магистерские степени в области экономической политики и международной финансовой деятельности в Принстонском университете. В 1978 году получила докторскую степень в Принстоне.
В период 1977—1985 годов работала ассистентом, а позже профессором Йельского университета, где в 1980 году получила награду как лучший молодой преподаватель и стипендию Германского фонда Маршалла (1982—1984 годы). По личному приглашению преподавала в лондонском университете Birkbeck (1986) и Афинском университете экономики (1986—1987 годы). С 1987 года — профессор кафедры экономики Национального университета Афин имени Каподистрии, в котором в период 1997—2001 годов исполняла обязанности президента.
Автор более 40 публикаций в области международной макроэкономической политики, особенно по вопросам сотрудничества в сфере развития и миграционной политики.
Муж — Герасим Арсенис, с которым родила двоих детей — сына Димитриса и дочь Амалию.

## Политическая карьера
Член ПАСОК с 1976 года, она занимала должность научного руководителя ΚΕΠΕ (1982—1986), члена Совета экономических консультантов (1982—1984), специального советника по экономическим вопросам премьер-министра Андреаса Папандреу в период 1993—1996 годов. Была членом международных комиссий в области экономического сотрудничества и Еврокомиссии, в частности по вопросам экономической и финансово-денежной политики Европейского союза, советником при разработке проекта Социальной хартии Европы в ООН.
В 2003 году среди 100 других известных экономистов мира избрана на должность руководителя Центра по развитию Организации экономического сотрудничества и развития, где успешно работала до июля 2007 года, когда на выборах 2007 года стала членом Греческого парламента от ПАСОК. В этот период была членом политсовета парламентской фракции ПАСОК.
После победы ПАСОК на досрочных выборах 4 октября 2009 года, назначена министром экономики, конкурентоспособности и торгового флота Греции в правительстве Йоргоса Папандреу. 7 сентября 2010 года Йоргос Папандреу провел масштабные перестановки в правительстве страны. В результате Лука Кацели была назначена министром труда.
После того, как проголосовала против поддержания новой программы жесткой экономии для получения второго транша финансовой помощи от МВФ и ЕС, Лука Кацели была исключена из партии ПАСОК. 14 марта 2012 года вместе с Харисом Кастанидисом создала партию «Общественное соглашение».